# Свищёв, Николай Александрович
Николай Александрович Свищёв (3 ноября 1922, Порецкое, Владимирская губерния — 24 декабря 1997, Москва) — командир орудия батареи 185-го гвардейского артиллерийского полка, гвардии старший сержант.

## Биография
Родился 3 ноября 1922 года в селе Порецкое (ныне — Суздальского района Владимирской области).  
С 1936 года жил в Нагатино (которое в это время являлось селом Ленинского района Московской области). Окончил 7-летнюю школу, затем фабрично-заводское училище завода "Динамо". После окончания ФЗУ работал токарем на заводе "Динамо".
В 1941 году был призван в Красную Армию. Из военкомата был направлен на прохождение военной подготовки в Ногинск, оттуда - на формирование во Владимир.
На фронте в Великую Отечественную войну с марта 1942 года. Начал воевать пехотинцем, затем (после того, как стало известно, что он является токарем) был переведён в артиллерию. Сначала был ездовым, затем заряжающим, а потом - наводчиком артиллерийского орудия. 
После ранения проходил лечение в военном госпитале в Казани, затем прошёл обучение на артиллериста на Урале и получил назначение в 185-й Запорожский артиллерийский полк 82-й стрелковой дивизии 8-й гвардейской армии РККА.
Член ВКП/КПСС с 1944 года.
19 августа 1944 года при расширении плацдарма на берегу реки Буг в районе деревень Домбрувка и Марьямполь гвардии старший сержант Свищёв со своим расчётом огнём из 76-мм орудия отразил контратаку, вывел из строя 2 пулемёта и до 10 противников.
Приказом 25 августа 1944 года гвардии старший сержант Свищёв Николай Александрович награждён орденом Славы 3-й степени.
19 января 1945 года в бою за город Лодзь Свищёв был ранен, но продолжал сражаться и лично истребил до 10 пехотинцев противника.
Приказом 7 марта 1945 года гвардии старший сержант Свищёв Николай Александрович награждён орденом Славы 2-й степени.
Вернувшись после госпиталя в часть, участвовал в завершающей Берлинской операции. 23 апреля 1945 года при форсировании реки Шпрее в районе лодочной станции южнее города Эркнер обеспечил перемещение своего 76-мм орудия на вражеский берег на плоту, а затем огнём из этого орудия поразил бронетранспортёр, наблюдательный пункт, противотанковое орудие и свыше 20 солдат. Участвовал в отражении нескольких контратак противника.
В 1945 году был демобилизован. 
Указом Президиума Верховного Совета СССР от 15 мая 1946 года за образцовое выполнение заданий командования в боях с немецко-вражескими захватчиками гвардии старший сержант Свищёв Николай Александрович награждён орденом Славы 1-й степени. Стал полным кавалером ордена Славы.
Жил в городе-герое Москве. Работал в Южном порту. Участник юбилейных Парадов Победы 1985, 1990, 1995 годов. Умер 24 декабря 1997 года. Похоронен в Москве на Котляковском кладбище.

## Награды
Награждён орденами Отечественной войны 1-й степени, Славы 3-х степеней, медалями.